# رود ایلت
رود ایلت (انگلیسی: Ilet) یک رودخانه در ماری ال کشور روسیه است.